# کاستانیوله دل لانتزه
کاستانیوله دل لانتزه (به ایتالیایی: Castagnole delle Lanze) یک کومونه در ایتالیا است که در استان آسته واقع شده‌است.

## خصوصیات
کاستانیوله دل لانتزه ۲۱٫۴ کیلومترمربع مساحت و ۳٬۷۱۱ نفر جمعیت دارد.

## خواهرخوانده
شهرهای براکنهایم، Charnay-lès-Mâcon و Gmina Zbrosławice خواهرخوانده‌های کاستانیوله دل لانتزه هستند.